# Фонте Чезе (Перуђа)
Фонте Чезе је насеље у Италији у округу Перуђа, региону Умбрија.
Према процени из 2011. у насељу је живело 46 становника. Насеље се налази на надморској висини од 449 м.